# Saint-Pierre (ö)
Saint-Pierre är den näst största ön i den franska ögruppen Saint-Pierre och Miquelon utanför Newfoundlands kust. Merparten av ögruppens befolkning bor på Saint-Pierre, främst i huvudorten med samma namn som ön.
Ön är av vulkaniskt ursprung. Den är omgiven av flera små öar, alla obebodda, bland annat Grand Colombier i norr och Île aux Marins i öster. Saint-Pierre åtskiljs från den större grannön Langlade genom det cirka 5,5 km breda sundet La Baie. Strax söder om huvudorten Saint-Pierre finns en internationell flygplats, Saint-Pierre Pointe-Blanche. Ön har även färjeförbindelse med Fortune på Newfoundland.